# Kitanakagusuku
Kitanakagusuku (北中城村, Kitanakagusuku-son) est un village du district de Nakagami, situé dans la préfecture d'Okinawa, au Japon.

## Géographie

### Situation
Le village de Kitanakagusuku est situé sur la côte orientale du sud de l'île d'Okinawa, au Japon.

### Démographie
Au 31 mars 2025, la population de Kitanakagusuku s'élevait à 17 871 habitants répartis sur une superficie de 11,54 km2.

## Patrimoine culturel et naturel
Le village de Kitanakagusuku compte dix-neuf éléments désignés ou enregistrés comme patrimoine matériel, culturel ou naturel, au niveau national, préfectoral ou municipal. 
- Nom (japonais) (type d’enregistrement)

### Patrimoine matériel
- Résidence de la famille Nakamura (ja) (中村家住宅?) (National)
- Sanshin de forme Yuna (三線与那型?) (Préfectoral)

### Patrimoine ethnologique
- Gan'yā (maison du palanquin) de Kishaba (龕屋?) (Préfectoral)
- Lion en pierre de Kishaba  (喜舎場の石獅子?) (Préfectoral)
- Niidukuru Hi-nu-kan (dieu du feu de la maison fondatrice) (根所火の神?) (Préfectoral)
- Rocher d’Atta Māshirī (熱田マーシリー?) (Municipal)
- Site sacré de Mākā-nu-utaki (マーカーの御嶽?) (Municipal)
- Site sacré de Toguchi-no-tera/ Wanama-no-tera (渡口のテラ?) (Préfectoral)
- Source Hījā-gā d’Ogidō (荻道のヒージャーガー?) (Préfectoral)
- Stèle en sanskrit de Toguchi portant l’inscription « Abiraunken »  (渡口の梵字の碑「アビラウンケン」?) (Préfectoral)
- Tombe de Chunjun Ufushu (仲順大主の墓?) (Préfectoral)
- Tombe du prince de Kishaba (喜舎場公の墓?) (Municipal)

### Sites historiques
- Amas coquillier d’Ogidō (ja) (荻堂貝塚?) (National)
- Borne d’arpentage de Toguchi (渡口の印部土手石 (ハル石)?) (Municipal)
- Site sacré de Nasu-no-Utaki (ナスの御嶽?) (Municipal)
- Site sacré d’Ii-no-utaki / Wana Ugan (上の御嶽・和仁屋御願?) (Municipal)
- Source Iri-nu-kā à Ōgusuku (大城のイリヌカー?) (Municipal)
- Source Ufukā à Kishaba (喜舎場のウフカー?) (Municipal)
- Tombe de  Nakagusuku Wakamatsu (中城若松の墓?) (Municipal)